# Волков, Пётр Николаевич
Пётр Николаевич Волков (1817, Санкт-Петербург — 1899, Санкт-Петербург) — русский генерал от кавалерии, генерал-адъютант, генерал-инспектор кавалерии, член Военного совета.

## Биография
Родился 11 (23) сентября 1817 года в семье Николая Петровича Волкова (1789—07.02.1886) и баронессы Марии Петровны, урождённой Рюль-де-Лилиенштерн (22.03.1897—20.03.1879). Был внесён в 6-ю часть дворянских родословных книг Санкт-Петербургской и Новгородской губерний.
С 23 декабря 1828 года был зачислен пажем ко двору Его Императорского величества, а 5 октября 1834 года принят в Школу гвардейских подпрапорщиков и кавалерийских юнкеров, откуда 1 января 1837 года был выпущен корнетом (со старшинством от 4 сентября 1836 года) в лейб-гвардии Уланский полк. 6 декабря 1839 года произведён в поручики, 19 апреля 1842 года — в штабс-ротмистры. 24 августа 1843 года назначен командующим эскадроном и начальником школы военных кантонистов (утверждён 17 декабря). 24 марта 1844 года произведён в ротмистры. 18 июля 1847 года пожалован званием флигель-адъютанта императора Николая I и в том же году сопровождал Его Величество в Винницу и Елисаветград. В ноябре того же года наблюдал за рекрутским набором в Виленской губернии.
Во время Венгерской кампании 1849 года находился при Николае I и принимал участие с отрядом генерал-адъютанта Адлерберга в рекогносцировке путей от Кракова в Венгрию. 7 августа 1849 года произведён в полковники и в конце осени был командирован в Ярославскую губернию для наблюдения за рекрутским набором.
В 1854 году Волков был командирован в Крым для осмотра расположенной там кавалерии, в 1855 году исправлял должность начальника штаба Евпаторийского отряда, а потом находился в Севастополе при постройке Селенгинского редута. За отличие в сражении при Евпатории награждён Золотым оружием «За храбрость».
26 августа 1856 года произведён в генерал-майоры (со старшинством от 7 апреля 1857 года) с зачислением в свиту Его Императорского Величества. С 22 января 1857 года состоял при 1-й лёгкой гвардейской кавалерийской дивизии, а 17 апреля был назначен командиром лейб-гвардии Уланского полка, которым и командовал более пяти лет, получая неоднократно Высочайшия благоволения.
В сентябре 1862 года испросил шестимесячный отпуск, которым, однако, по семейным обстоятельствам, не воспользовался, и 26 сентября был отчислен от должности командира с сохранением мундира полка. 25 августа 1864 года назначен состоять при Великом князе Николае Николаевиче и через несколько дней, 30 августа, произведён в генерал-лейтенанты; 6 декабря пожалован в генерал-адъютанты.
16 апреля 1878 года произведён в генералы от кавалерии и в том же году удостоен монаршего благоволения за отличное исполнение поручения по осмотру военно-врачебных заведений. 1 апреля 1879 года назначен членом Военного совета.
14 мая 1896 года император Николай II пожаловал Волкову орден св. апостола Андрея Первозванного при Высочайшем рескрипте, в котором изволил вспомянуть заслуги Петра Николаевича, указав на его долголетнюю полезную службу.

«Ваша ревностная почти 60-летняя служба в офицерских чинах всегда отличалась особенными достоинствами, вызывавшими доверие и соответственную оценку ваших заслуг. В молодых годах, в чине ротмистра, вы уже были удостоены в 1847 году Прадедом Моим Императором Николаем 1-м звания флигель-адютанта и до конца Его жизни состояли при Его Особе, исполняя самыя разнообразные поручения, требовавшие особого доверия, причём неизменно заслуживали монаршее одобрение и похвалу. В течение пяти лет вы с отличием командовали одним из блестящих гвардейских кавалерийских полков, мундир которого по воле Императора Александра II вам сохранён. Затем в течение пятнадцати лет вы были ближайшим сотрудником Великого Князя Николая Николаевича Старшего по должности генерал-инспектора кавалерии и, наконец, с 1879 года состоите членом Военного совета, внося при обсуждении дел этого высшаго учреждения вашу громадную опытность и специальные познания в кавалерийском деле. Ныне в радостный день Моего коронования и в год, когда исполняется столетие со дня рождения Императора Николая I-го, Мне истинно приятно вспомнить и почтить особым знаком Моего благоволения одного из наиболее приближённых и доверенных слуг вечно достойной памяти Великого Монарха».
Скончался в Санкт-Петербурге 6 (18) сентября 1899 года от гриппа, из списков исключён 29 сентября. Похоронен в Сергиевой пустыни. Пережил на 34 года свою жену/

## Брак и дети
Жена — Любовь Аркадьевна, дочь сенатора А. И. Нелидова. В браке родились дети:
- Александра (30.06.1850—01.05.1883), замужем за Фёдором Леопольдовичем фон Корфом (27.02.1848-25.02.1880), сыном Леопольда Фёдоровича фон Корфа;
- Николай (13.01.1853—06.09.1905)
- Пётр (20.07.1858—1926).

## Награды
Российские ордена:
- Орден Святой Анны 2-й степени (25 июня 1851 года, императорская корона к этому ордену пожалована 11 апреля 1854 года)
- Золотая сабля с надписью «За храбрость» (21 июля 1855 года)
- Орден Святого Владимира 3-й степени (15 апреля 1856 года)
- Орден Святого Станислава 1-й степени (30 августа 1858 год)
- Орден Святой Анны 1-й степени (30 августа 1860 года, императорская корона к этому ордену пожалована 30 августа 1863 года)
- Орден Святого Владимира 2-й степени (16 апреля 1867 года)
- Орден Белого орла (20 апреля 1869 года)
- Орден Святого Александра Невского (28 марта 1871 года, алмазные знаки к этому ордену пожалованы 30 августа 1875 года)
- Орден Святого Владимира 1-й степени (15 мая 1883 года)
- Орден Святого апостола Андрея Первозванного (14 мая 1896 года)

Иностранные ордена:
- Австрийский орден Железной короны 2-й степени (1851 год)
- Прусский орден Красного орла 3-й степени (1851 год)
- Австрийский орден Леопольда 2-й степени (1853 год)
- Прусский орден Красного орла 2-й степени (1853 год)
- Вюртембергский орден Фридриха 2-й степени (1856 год)
- Ольденбургский орден заслуг Петра-Фридриха 2-й степени (13 апреля 1863 года)